# 1935淘金女郎
《1935年淘金女郎》（英語：Gold Diggers of 1935）是一部华纳兄弟出品的美國歌舞電影，由巴斯比·貝克萊執導和编舞。主演有迪克·包威爾、Adolphe Menjou、葛羅莉·史都華和愛麗絲·布雷迪，維尼·蕭爾、休伊·赫爾伯特和格蘭達·法雷爾也有份演出。本片中的音乐《百老汇摇篮曲》很有名，由蕭爾演唱，哈里·沃伦（作曲）和艾爾·杜平（作词）因该曲获奥斯卡奖。
《1935年淘金女郎》是《淘金女郎》系列歌舞片的第四部，紧接《淘金女郎》（1923年）、已遗失的《百老汇淘金女郎》（1929年）和《1933淘金女郎》（1933年）之后。前两部影片都给华纳兄弟带来了可观的收入。于是他们拍摄了《1935年淘金女郎》想要复制前两部影片的成功。该系列后续的影片还有《1937淘金女郎》和《巴黎的淘金者》。

## 演員
- 迪克·包威爾（英语：Dick Powell） 飾 Dick Curtis
- Adolphe Menjou（英语：Adolphe Menjou） 飾 Nicolai Nicoleff
- 葛羅莉·史都華 飾 Ann Prentiss
- 愛麗絲·布雷迪 飾 Matilda Prentiss
- 休伊·赫爾伯特（英语：Hugh Herbert） 飾 T. Mosely Thorpe III
- 格蘭達·法雷爾（英语：Glenda Farrell） 飾 Betty Hawes
- Frank McHugh（英语：Frank McHugh） 飾 Humbolt Prentiss
- 約瑟·考托恩（英语：Joseph Cawthorn） 飾 August Schultz
- 格蘭特·米謝爾（英语：Grant Mitchell (actor)） 飾 Louis Lampson
- 朵洛西·戴爾（英语：Dorothy Dare） 飾 Arline Davis
- 維尼·蕭爾（英语：Wini Shaw） 飾 Winny